# Distretto di Forto
Il distretto di Forto è uno dei quattordici distretti della regione di Gasc-Barca, in Eritrea. Ha per capoluogo la città di Forto.